# Sclerolaena
Sclerolaena é um género botânico pertencente à família Amaranthaceae.
1. ↑  «Sclerolaena — World Flora Online». www.worldfloraonline.org. Consultado em 19 de agosto de 2020